# Frank Pesce
Frank Pesce fue un actor de cine y televisión estadounidense.

## Primeros años
Criado en la ciudad de Nueva York, Pesce era hijo de padres italianos.

## Carrera
Pesce comenzó su carrera cinematográfica como extra en El padrino II, y consiguió su primer papel acreditado en 1976, en un episodio de la serie de televisión Police Story. Fue estrella invitada en un gran número de conocidas series de televisión, incluidas Knight Rider, Kojak y Matlock, y fue un activo actor de carácter en películas, apareciendo notablemente en Rocky, Top Gun, Beverly Hills Cop y Flashdance. Escribió el guion de la película 29th Street, basándose en sus propias experiencias autobiográficas. Hizo su última aparición en 2015, en Creed.

## Vida personal
Pesce falleció el 6 de febrero de 2022 en Los Ángeles.
El 15 de junio de 2023, la calle 29 entre las avenidas 2 y 3 de Manhattan recibió el nombre compartido para siempre de “Frank Pesce Way” durante una ceremonia con el Ayuntamiento de Nueva York. Pesce escribió y protagonizó la película de 1991 29th Street, basada en la cuadra en la que creció.

## Filmografía

### Cine
| Año  | Título                           | Personaje                          | Notas         |
| ---- | -------------------------------- | ---------------------------------- | ------------- |
| 1976 | Rocky                            | Espectador                         | Sin acreditar |
| 1977 | Sorcerer                         | Hombre casado                      | Sin acreditar |
| 1978 | Fingers                          | Carmine                            |               |
| 1978 | Paradise Alley                   | Skinny the Hand                    |               |
| 1978 | The One Man Jury                 | Freddie                            |               |
| 1979 | Tilt                             | Rock Manager (Carrots)             |               |
| 1979 | Killer Fish                      | Warren                             |               |
| 1980 | American Gigolo                  | Sospechoso #4                      |               |
| 1980 | Defiance                         | Herbie                             |               |
| 1980 | Maniac                           | Reportero de TV                    |               |
| 1982 | Young Doctors in Love            | Rocco                              |               |
| 1982 | Vigilante                        | Blueboy                            |               |
| 1983 | Flashdance                       | Cliente habitual de Mawby          |               |
| 1983 | Eureka                           | Stefano                            |               |
| 1983 | The Big Score                    | J.C.                               |               |
| 1984 | Beverly Hills Cop                | Comprador de cigarrillos           |               |
| 1986 | Top Gun                          | Barman                             |               |
| 1986 | Hollywood Harry                  | Peter el productor                 |               |
| 1986 | The Messengers                   | Hombre #1                          |               |
| 1987 | Beverly Hills Cop II             | Carlotta                           |               |
| 1988 | Maniac Cop                       | Vigilante                          |               |
| 1988 | Cameron's Closet                 | Ed Wallace                         |               |
| 1988 | Huida a medianoche               | Carmine                            |               |
| 1989 | Hit List                         | Quigley                            |               |
| 1989 | Lock Up                          | Johnson                            |               |
| 1989 | Relentless                       | Marra                              |               |
| 1989 | The Kill Reflex                  | Pond                               |               |
| 1990 | Maniac Cop 2                     | Strip Club M.C.                    |               |
| 1991 | Steel and Lace                   | Patroni                            |               |
| 1991 | 29th Street                      | Vito Pesce                         |               |
| 1992 | The Pamela Principle             | Eddie Breeding                     |               |
| 1992 | Maniac Cop III: Badge of Silence | Tribble                            |               |
| 1993 | South Beach                      | Jimmy                              |               |
| 1993 | Mirror Images II                 | Clerk                              |               |
| 1994 | Ice                              | Mobster                            |               |
| 1994 | The Pamela Principle 2           | Ralph                              |               |
| 1994 | Atrapados en el paraíso          | Caesar Spinoza                     |               |
| 1996 | Original Gangstas                | Detective Waits                    |               |
| 1996 | Uncle Sam                        | Barker                             |               |
| 1997 | Donnie Brasco                    | Wiseguy                            |               |
| 1997 | Night Vision                     | Mike Mahoney                       |               |
| 1999 | Black and White                  | Joey                               |               |
| 2000 | Down 'n Dirty                    | Kingpin                            |               |
| 2001 | Menudo bocazas                   | Vito                               |               |
| 2002 | On the Edge                      | Bo                                 |               |
| 2004 | The Whole Ten Yards              | Policía #1                         |               |
| 2009 | La red sexual                    | Patrón del bar                     |               |
| 2011 | Tower Heist                      | Guardia de la prisión de Riker     |               |
| 2013 | Grudge Match                     | Periodista #4                      |               |
| 2014 | The Expendables 3                | Fight Watcher                      |               |
| 2014 | Reach Me                         | El secuaz de Frank                 |               |
| 2015 | Creed                            | Portero del gimnasio de Mickey     |               |
| 2022 | Beyond the Neon                  | Propietario del club de striptease |               |

### Televisión
| Año        | Título                                             | Personaje                  | Notas                                           |
| ---------- | -------------------------------------------------- | -------------------------- | ----------------------------------------------- |
| 1976       | Police Story                                       | Frank                      | Episodio: "Eamon Kinsella Royce"                |
| 1977       | The Godfather Saga                                 | Extra                      | Miniserie                                       |
| 1977, 1978 | Kojak                                              | Jerry Gerson / Spencer     | 2 episodios                                     |
| 1983       | Knight Rider                                       | Director                   | Episodio: "Give Me Liberty... or Give Me Death" |
| 1983       | The Greatest American Hero                         | Barman                     | Episodio: "Vanity, Says the Preacher"           |
| 1983       | Emergency Room                                     | Dusted Man                 | Película de televisión                          |
| 1984       | Blue Thunder                                       | Guardia / Artillero        | Episodio: "Payload"                             |
| 1984       | The Master                                         | Oficial Thomas             | Episodio: "Rogues"                              |
| 1984       | Hardcastle and McCormick                           | Valet                      | Episodio: "Ties My Father Sold Me"              |
| 1985       | Miami Vice                                         | Benny                      | Episodio: "The Home Invaders"                   |
| 1985       | Airwolf                                            | Ray                        | Episodio: "The Deadly Circle"                   |
| 1985–1992  | Who's the Boss?                                    | Varios papeles             | 4 episodios                                     |
| 1986       | Doing Life                                         | Red Hot                    | Película de televisión                          |
| 1986       | Cagney & Lacey                                     | Perp                       | Episodio: "Roll Call"                           |
| 1988       | Matlock                                            | Bailiff                    | 2 episodios                                     |
| 1989       | The Cover Girl and the Cop                         | Subgerente                 | Película de televisión                          |
| 1990       | Bar Girls                                          | Joe                        | Piloto                                          |
| 1991, 1992 | Jake y el Gordo                                    | Camarero / Jerry           | 2 episodios                                     |
| 1992       | Reasonable Doubts                                  | Taliaferro                 | 2 episodios                                     |
| 1992       | In the Shadow of a Killer                          | Torelli                    | Película de televisión                          |
| 1992       | Ring of the Musketeers                             | Joey Gardner               | Película de televisión                          |
| 1993       | Casualties of Love: The "Long Island Lolita" Story | Paciente de rehabilitación | Película de televisión                          |
| 1993       | Blindsided                                         | Detective                  | Película de televisión                          |
| 1994       | Another Midnight Run                               | Vito                       | Película de televisión                          |
| 1993       | North & South: Book 3, Heaven & Hell               | Luis                       | Episodio: "Summer 1865 - Autumn 1865"           |
| 1997       | The Single Guy                                     | Cabbie                     | Episodio: "Starting Over"                       |
| 1997       | The Tony Danza Show                                | Guy                        | Episodio: "Pilot"                               |
| 2000       | Falcone                                            | Guardaespaldas #1          | Episodio: "Pilot"                               |
| 2003–2004  | Karen Sisco                                        | Sonny                      | 5 episodios                                     |
| 2005       | Jane Doe: Til Death Do Us Part                     | Rocco Galletta             | Película de televisión                          |
| 2007       | Final Approach                                     | Oficial Russo              | Película de televisión                          |
| 2009       | Citizen Jane                                       | Virgil Jackman             | Película de televisión                          |
| 2013       | Man Life Crisis                                    | Frank                      | 5 episodios                                     |